# Solenosmilia variabilis
Espèce
Statut CITES
Solenosmilia variabilis est une espèce de coraux appartenant à la famille des Caryophylliidae.